# Ruhrort

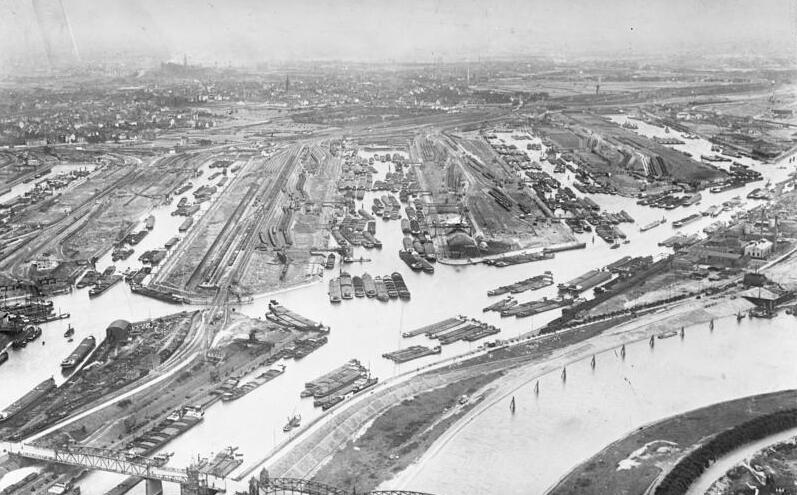
Le port de Duisbourg en 1931.

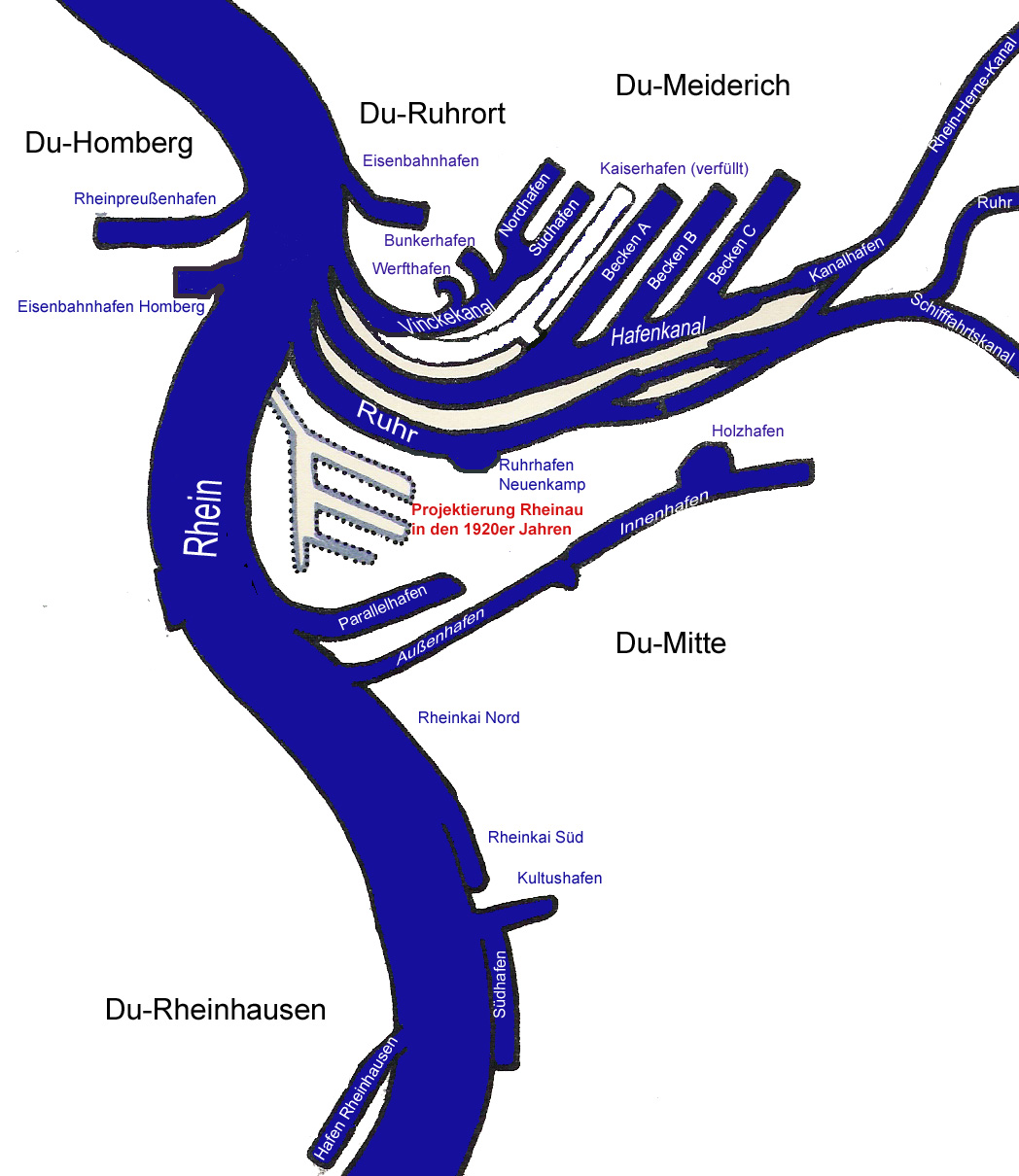
Plan du port.

Le Ruhrort est un port fluvial allemand de la Ruhr, situé dans la ville de Duisbourg, Rhénanie-du-Nord-Westphalie, en Allemagne.
Situé au nord du confluent de la Ruhr et du Rhin, il possède des quais longs de plus de 40 km, ce qui en fait le plus grand port fluvial d'Europe.

## Histoire
D'abord simple poste douanier créé en 1371, Ruhrort reçut un statut municipal en 1551. Le port fut développé à partir de 1665 pour évacuer le charbon des mines de la Ruhr, et fut en compétition avec celui de Duisbourg, à seulement 3 km au sud.
Passé en 1701 sous souveraineté prussienne, il fut relié au réseau de chemin de fer en 1848.
Lors de la création de la ville de Duisbourg en 1905, il fut absorbé par la nouvelle entité avec les villes de Meiderich, Marxloh et Hamborn.
Il fut lourdement bombardé pendant la Seconde Guerre mondiale.